# Albert Alavedra
Albert Alavedra Jiménez (sinh ngày 26 tháng 2 năm 1999) là một cầu thủ bóng đá người Andorra hiện tại đang thi đấu ở vị trí trung vệ cho câu lạc bộ ND Primorje và Đội tuyển bóng đá quốc gia Andorra.

## Đời tư
Alavedra được sinh ra tại Castellbell i el Vilar, gần Manresa với một người mẹ người Andorra.

## Sự nghiệp quốc tế
Alavedra ra mắt quốc tế cho Andorra vào ngày 14 tháng 10 năm 2020, trong trận thua 2-0 tại UEFA Nations League trước Quần đảo Faroe.

## Thống kê sự nghiệp

### Quốc tế
Tính đến 14 tháng 10 năm 2020
| Andorra   | Andorra | Andorra   |
| Năm       | Trận    | Bàn thắng |
| --------- | ------- | --------- |
| 2020      | 1       | 0         |
| Tổng cộng | 1       | 0         |